# Tom Burke (aktor)
Tom Burke (ur. 30 czerwca 1981 w Londynie) – brytyjski aktor. Znany z ról w serialach takich jak: Muszkieterowie, Wojna i pokój, Cormoran Strike, a także filmach m.in.: Mank, Furiosa: Saga Mad Max.

## Życiorys
Tom Burke urodził się w Londynie i wychowywał się w Kent. Jego rodzice, David Burke i Anna Calder-Marshall są aktorami. Rodzicami chrzestnymi Burke'a są Alan Rickman i Bridget Turner. Jego dziadkami ze strony matki są pisarze Arthur i Ara Calder-Marshallowie.
Burke w młodości grał w National Youth Theatre i Young Arden Theatre. Jest absolwentem Royal Academy of Dramatic Arts.

## Filmografia

### Film (wybrane)
| Year | Film                        | Role                        |
| ---- | --------------------------- | --------------------------- |
| 1999 | All the King's Men          | Szeregowy Chad Batterbee    |
| 2000 | Ostatni smok: Nowy początek | Roland                      |
| 2003 | The Burl                    | Connor                      |
| 2004 | Rozpustnik                  | Vaughan                     |
| 2006 | Dracula                     | Doktor John Seward          |
| 2007 | Słodka jak cukierek         | John 'Baggy' Bagley         |
| 2007 | Supermarket Sam             | Sam                         |
| 2007 | The Collectors              | Edgar                       |
| 2008 | Donkey Punch                | Bluey                       |
| 2009 | Telstar: The Joe Meek Story | Geoff Goddard               |
| 2009 | Chéri                       | Wicehrabia Desmond          |
| 2009 | Roar                        | Mick                        |
| 2010 | The Kid                     | Pan Hayes                   |
| 2010 | Trzecia gwiazda             | Davy                        |
| 2012 | Podzielony kontynent        | Terrence                    |
| 2012 | Terrorysta                  | Mark                        |
| 2013 | Tylko Bóg wybacza           | Billy                       |
| 2013 | Kobieta w ukryciu           | Pan George Wharton Robinson |
| 2014 | Zawód: Chuligan             | Bullet                      |
| 2019 | The Souvenir                | Anthony                     |
| 2020 | The Show                    | Fletcher Dennis             |
| 2020 | Mank                        | Orson Welles                |
| 2021 | Coś prawdziwego             | Blond                       |
| 2022 | Życie                       | Sutherland                  |
| 2022 | Osobliwość                  | Will Byrne                  |
| 2024 | Furiosa: Saga Mad Max       | Pretorianin Jack            |

### Seriale (wybrane)
| Year         | Title               | Role                |
| ------------ | ------------------- | ------------------- |
| 2003         | State of Play       | Syd                 |
| 2003         | P.O.W               | Robbie Crane        |
| 2005         | Casanova            | Jack w wieku 20 lat |
| 2011         | Wielkie nadzieje    | Bentley Drummle     |
| 2012         | Czas prawdy         | Bill Kendall        |
| 2013         | Heading Out         | Ben                 |
| 2014–2016    | Muszkieterowie      | Athos               |
| 2016         | Wojna i pokój       | Fedya Dolokhov      |
| 2017–present | Cormoran Strike     | Cormoran Strike     |
| 2021         | Nowoczesna miłość   | Michael             |
| 2022–2023    | The Lazarus Project | Denis Rebrov        |